# Bruno Gramaglia
Bruno Gramaglia (Génova, Italia, 23 de abril de 1919 – Rapallo, Italia, 2 de noviembre de 2005) fue un futbolista italiano. Se desempeñaba como centrocampista.

## Trayectoria
Su primer club fue el Andrea Doria de Génova, su ciudad natal. En 1938 fue adquirido por el Napoli, con el que debutó en la Serie A. Durante la Segunda Guerra Mundial pasó al Spezia, ganando el Campionato Alta Italia 1944 (torneo disputado en la República Social Italiana). En 1945 volvió al Andrea Doria, que el año siguiente se unió a la Sampierdarenese, dando vida a la Sampdoria; Gramaglia fue el primer capitán del nuevo equipo genovés.
Terminó su carrera con 6 temporadas en el Napoli, ganando un el campeonato de la Serie B 1949/50. Con un total de 275 partidos, es el noveno jugador con más presencias en el Napoli, después de Marek Hamšík, Giuseppe Bruscolotti, Antonio Juliano, Moreno Ferrario, Ciro Ferrara, Christian Maggio, Lorenzo Insigne y Paolo Cannavaro.

## Clubes
| Club            | País   | Año         |
| --------------- | ------ | ----------- |
| SG Andrea Doria | Italia | 1937 - 1938 |
| AC Napoli       | Italia | 1938 - 1943 |
| AC Spezia       | Italia | 1943 - 1944 |
| SG Andrea Doria | Italia | 1945 - 1946 |
| UC Sampdoria    | Italia | 1946 - 1949 |
| AC Napoli       | Italia | 1949 - 1955 |

## Palmarés

### Campeonatos nacionales
| Título                 | Club      | País   | Año         |
| ---------------------- | --------- | ------ | ----------- |
| Campionato Alta Italia | AC Spezia | Italia | 1944        |
| Serie B                | AC Napoli | Italia | 1949 - 1950 |